# 阿尔坦 (卢瓦-谢尔省)
阿尔坦（法語：Artins，法語發音：[aʁtɛ̃]）是法国卢瓦-谢尔省的一个市镇，位于该省西部，属于旺多姆区。

## 地理
阿尔坦（47°44'42"N, 0°44'23"E）面积11.72 平方千米，位于法国中央-卢瓦尔河谷大区卢瓦-谢尔省，该省份为法国中北部省份，北起厄尔-卢瓦省，东北接卢瓦雷省，东南接谢尔省，南至安德尔省，西南接安德尔-卢瓦尔省，西北接萨尔特省。
与阿尔坦接壤的市镇（或旧市镇、城区）包括：莱塞萨尔、蒙特鲁沃、圣雅克德盖雷、苏热、泰尔奈、特罗、瓦莱德龙萨。

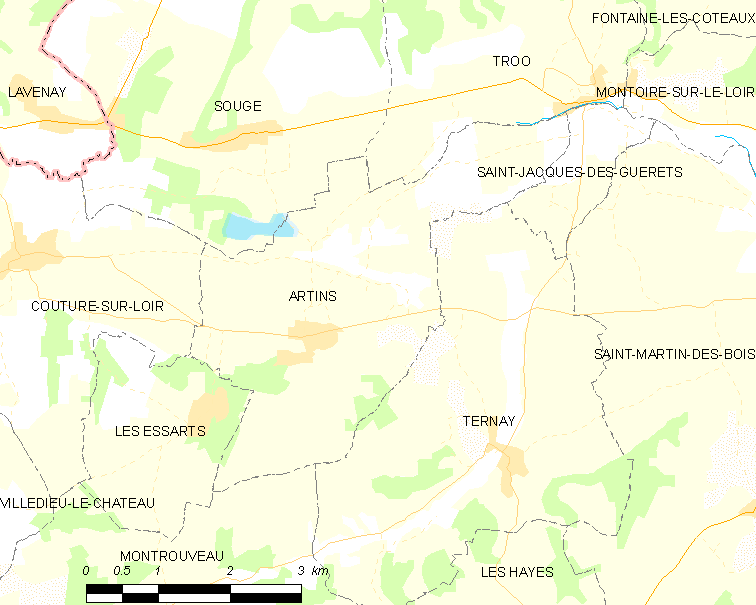
的OSM定位图

阿尔坦的时区为UTC+01:00、UTC+02:00（夏令时）。

## 行政
阿尔坦的邮政编码为41800，INSEE市镇编码为41004。

## 政治
阿尔坦所属的省级选区为卢瓦河畔蒙图瓦尔县。

## 人口

1962-2008年间人口变化图示

阿尔坦于2022年1月1日时的人口数量为269人。